# عسکر جلالیان

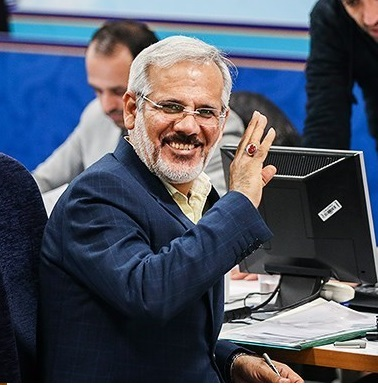
عسگر جلالیان

عسگر جلالیان (زاده:۱۳۴۶ - کنگان)، استاد دانشگاه، معاون پارلمانی دانشگاه پیام نور و دارای دکترای ارتباطات و دکترای حقوق بین‌الملل از دانشگاه تهران می‌باشد. وی همچنین نماینده سابق مردم شهرستان‌های (کنگان، دیر و جم) از استان بوشهر و نایب رئیس کمیسیون انرژی در دوره هشتم مجلس شورای اسلامی بود.
وی پس از تحریم بنزین و تولید بنزنین پتروشیمیایی در سال ۱۳۸۹ وی از افرادی بود که آن را سرطان‌زا و غیراقتصادی می‌دانست.

## زندگینامه
جلالیان متولد روستای قلعه باغ انارستان است تحصیلات ابتدایی را در انارستان راهنمایی را در ریز و دبیرستان را در بندر کنگان گذراند.
تحصیلات دانشگاهی را در رشته کارشناسی ادبیات عرب دانشگاه تهران آغاز کرد؛ و کارشناسی ارشد ادبیات عرب را از دانشگاه آزاد مرکز تهران گرفت. به کار ترجمه برای وزارت خارجه پرداخت و سه کتاب را ترجمه کرد. دکترای علوم ارتباطات و سپس دکترای حقوق بین‌الملل را از دانشگاه تهران گرفت. 
گفته شده وی در دوره مجازی دانشگاه لبنان موفق به اخذ مدرک دکترای ادبیات عرب نیز شده‌است.
اولین شغل وی معلمی در مقاطع سه‌گانه سپس تدریس دانشگاه و همکاری با وزارت خارجه در زمینه ادبیات عرب و کار کارشناسی حوزه خاورمیانه (کشورهای عربی) و کارهای کارشناسی میز عربی وزارت امور خارجه بوده‌است.

## سوابق شغلی
معلم در مقاطع سه گانه.
عضو هیات علمی دانشگاه پیام نور. 
نماینده مجلس دوره هشتم. 
نماینده حقوقی و پارلمانی دانشگاه پیام نور.
مشاور رئیس دانشگاه پیام نور.
مدیر گروه حقوق پیام نور کشور و استان تهران.

## تالیفات
تألیف بیش از ده ها کتاب و چندین مقاله را در کنفرانس‌های بین‌المللی در کارنامه خود دارد.
از جمله کتابهای وی:
- نخستین گام در توسعه پایدار ،زیر ساخت ها  گام اول توسعه/ تالیف دکتر عسکر جلالیان/انتشارات صداقت.
- جهانی شدن و تأثیرات آن بر ساختار جمهوری اسلامی ایران/ تالیف دکتر عسکر جلالیان.
- عصرارتباطات و نیازهای جوانان/ تالیف دکتر عسکر جلالیان.
- حقوق بین الملل محیط زیست/ تالیف دکتر عسکر جلالیان.
- حقوق بین المللل محیط زیست خلاء ها و راهکارها / تالیف دکتر عسکر جلالیان
- مسئولیت کیفری اشخاص حقوقی در فضای سایبری / تالیف دکتر ایرج گلدوزیان.دکترعسکر جلالیان.مهرزاد عباس نژاد.
- حقوق شهروندی و روابط اجتملاعی در تراکم شهری / تالیف دکتر عسکر جلالیان.زهرا یزدانی.
- راز عقب ماندگی عرب ها و مسلمانان / ترجمه: دکتر عسکر جلالیان.یوسف سیف سروری.
- نظام حقوقی رسیدگی به تخلفات در بورس ایران / تالیف دکتر عسکر جلالیان.وحید شریفی.
- ادله الکترونیکی در حقوق ایران / تالیف دکتر عسکر جلالیان.وحید عباسی.
- حقوق نفت گاز/ تالیف دکتر عسکر جلالیان.نسیم کرباسی/ ویراستار مهرزادعباس نژاد.
- حقوق بشر امنیت فرهنگی و تحت چالش ماهواره / تالیف دکتر عسکر جلالیان.اعظم ایل زکی. ویراستار علمی و ادبی: حسن علیزاده
- حمله متقابل به تاسیسات هسته ای در نظام حقوق بین النلل/ تالیف دکتر عسکر جلالیان.دکتر صادقی زیازی. اشکان صادقی.
- اعمال صلاحیت در منطقه شناسایی دفاع هوایی/تالیف دکتر عسکر جلالیان. غلام علی عبداله زاده
- اقلیت‌های جنسی در حقوق بین‌الملل و حقوق ایران / دکتر عسکر جلالیان، حسن علیزاده / نشر میزان
- international environmental laws: gaps, guideines / Dr.askar jalalian